# 포르쉐 550

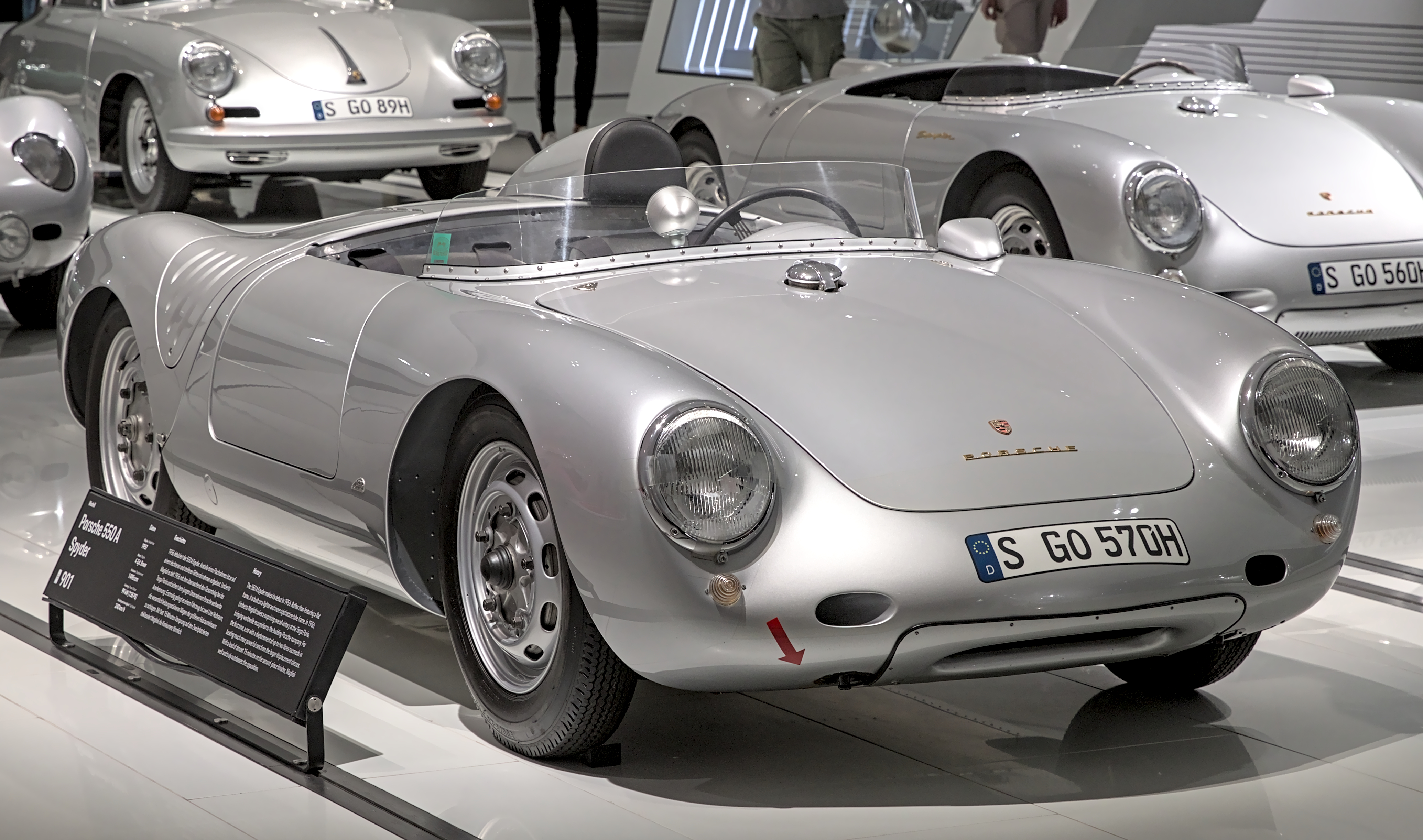
포르쉐 550 스파이더 (Porsche 550 Spyder)

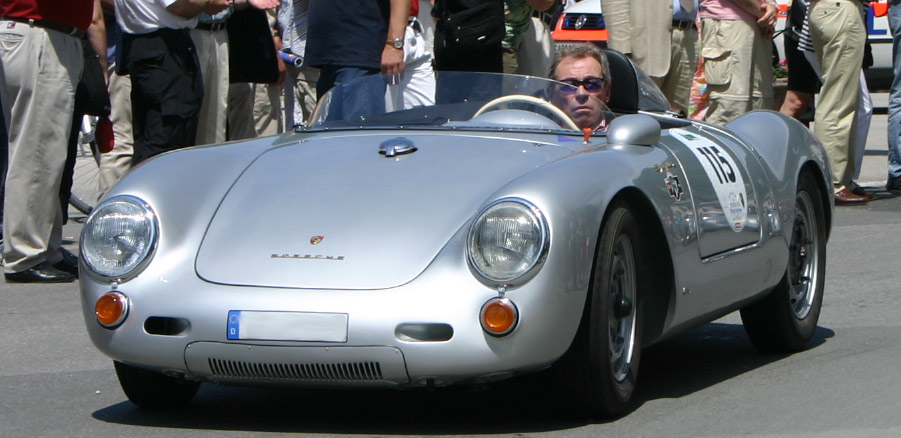
포르쉐 550 RS (Porsche 550 RS)

포르쉐 550(영어: Porsche 550)은 1953년부터 1956년까지 포르쉐가 생산한 경주용 스포츠카였다.
포르쉐 550은 1948년 페리 포르쉐가 설계한 포르쉐 356/1 시제품의 전례를 따라 공랭식 4기통 엔진을 장착한 미드쉽 엔진 자동차이다. 미드쉽 엔진 레이싱 디자인은 포르쉐의 718 모델로 더욱 발전되었다. 포르쉐 550은 출시 당시에는 90대에 불과했지만 1.1리터, 1.5리터급에서 빠르게 우위를 점했다. 그 장점은 1960년대 중반까지 최상위 레이싱 카의 지배적인 디자인이 되었다.
포르쉐 550은 탄탄한 레이싱 역사를 가지고 있는데, 1953년 5월 첫 레이싱인 누르부르그링 아이펠 경주에서 우승했다. 550명의 스파이더는 보통 동급에서 3위 안에 들었다. 각각의 스파이더는 레이싱되도록 설계되고 맞춤화되었다.

## 미디어
빼꼼에서 주인공 빼꼼의 차량으로 등장하였다.